# 12981 Tracicase
12981 Tracicase este o planetă minoră (asteroid) din centura de asteroizi. A fost descoperită pe 7 noiembrie 1978 la Observatorul Palomar de Eleanor F. Helin. 
Obiectul prezintă o orbită caracterizată de o semiaxă mare de 2,9727573 UAi, o excentricitate de 0,07, o înclinație de 4,04486 ° în raport cu ecliptica.